# Myrice steinbachi
Myrice steinbachi là một loài bướm đêm trong họ Geometridae.